# Neckarpark

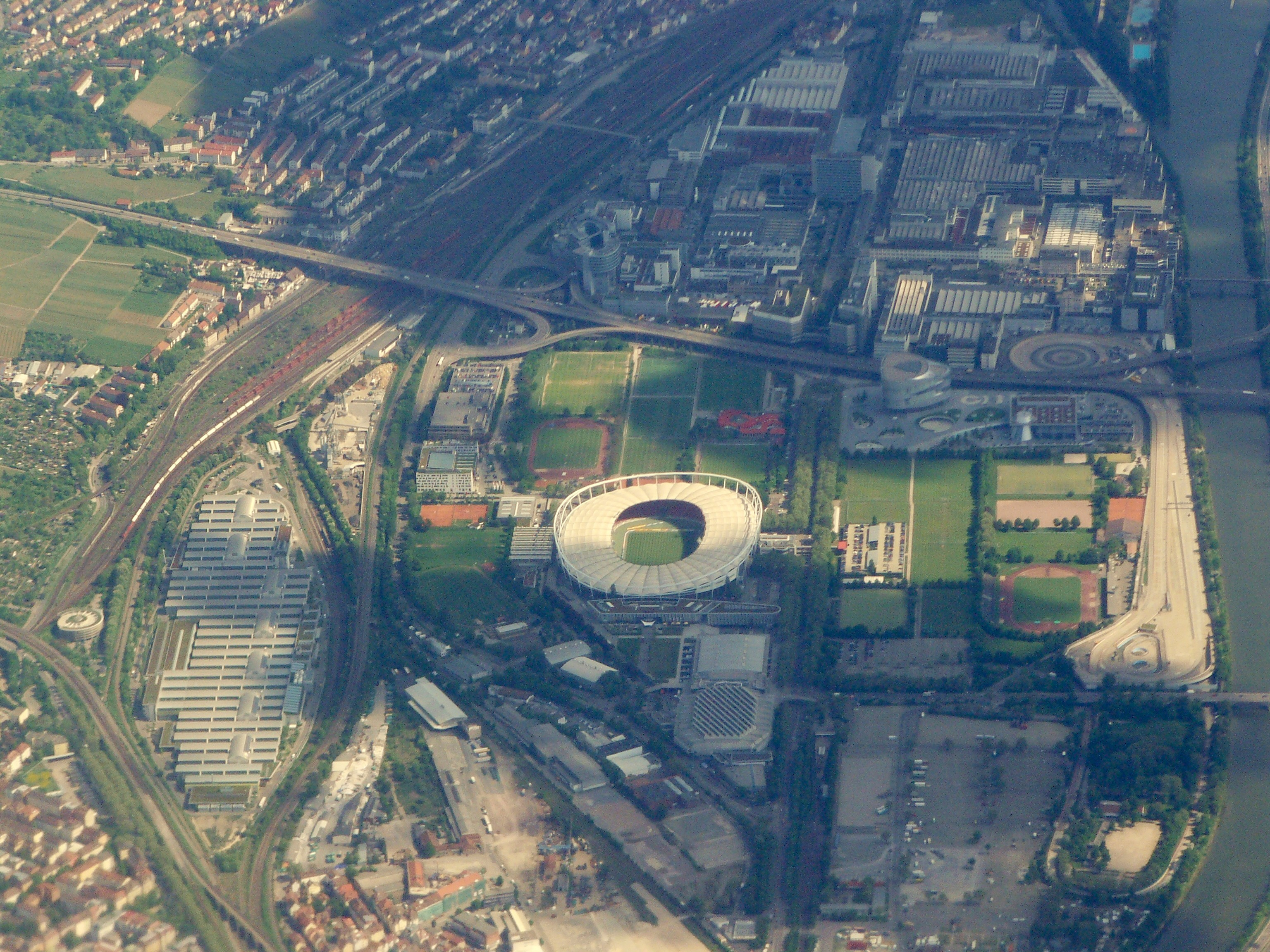
Der Neckarpark aus der Luft gesehen

Der Neckarpark (Eigenschreibweise: NeckarPark; bis 2005: Cannstatter Wasen) ist ein Wohn- und Veranstaltungsgelände im Stuttgarter Stadtbezirk Bad Cannstatt. Der Neckarpark, am rechten Ufer des Neckars gelegen, bildet den größten Teil des Cannstatter Stadtteils „Wasen“, zu dem außerdem noch der nordöstliche Teil des Mercedes-Benz-Werkes Untertürkheim gehört. Auf dem Gelände des ehemaligen Güterbahnhofs in Bad Cannstatt sollen ab 2021 mehr als 2.000 Menschen leben. Auf 25 Hektar entstehen rund 850 Wohnungen, Gewerbeflächen, Parks, Plätze und Straßen.

## Bauwerke im Neckarpark

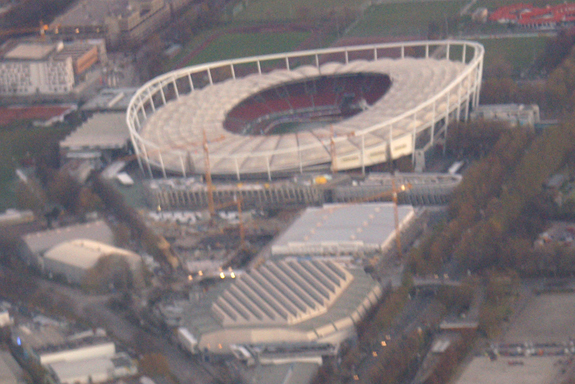
MHPArena, Carl Benz Center, Porsche-Arena und unten die Hanns-Martin-Schleyer-Halle

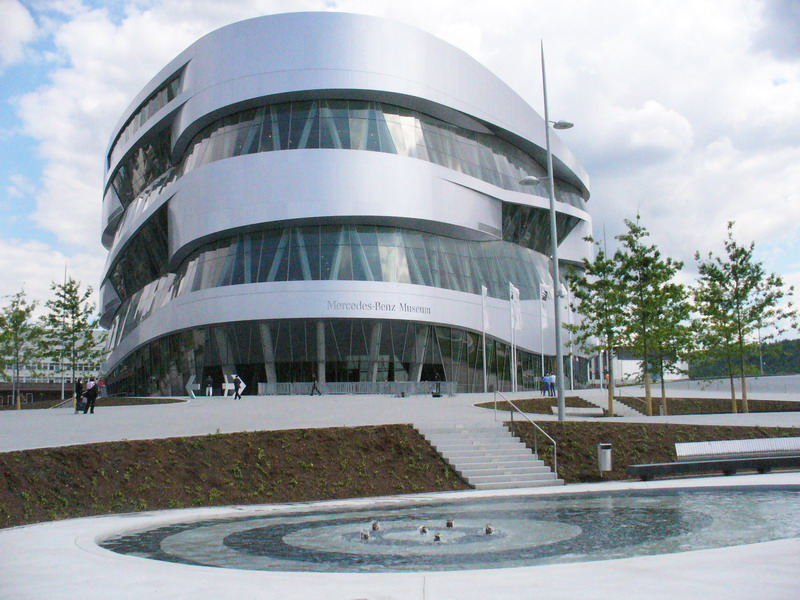
Mercedes-Benz Museum

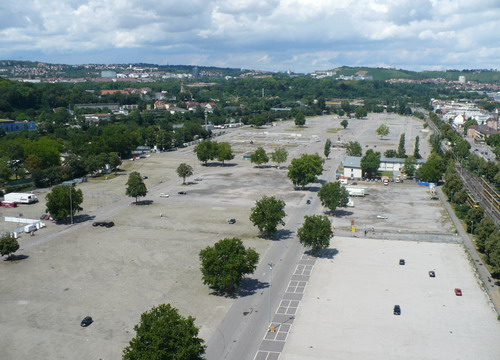
Cannstatter Wasen

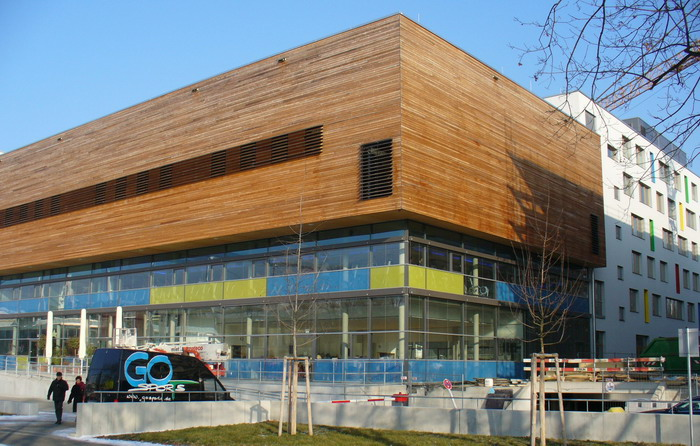
Haus des Sports – SpOrt

In einem Ideenwettbewerb wurde im August 2005 beschlossen, das Sport- und Veranstaltungsgebiet rund um das Gottlieb-Daimler-Stadion (heute: MHPArena) zukünftig als Neckarpark zu bezeichnen. In der öffentlichen Wahrnehmung war die frühere Bezeichnung Cannstatter Wasen nur dem Festgelände zugeordnet und das Gesamtgelände damit praktisch namenlos.
Im Neckarpark befinden sich u. a.:
- das Festgelände Cannstatter Wasen
- die MHPArena mit der Scharrena
- die Hanns-Martin-Schleyer-Halle
- die Porsche-Arena
- das Clubzentrum des VfB Stuttgart mit Robert-Schlienz-Stadion und Trainingsgelände
- das Carl Benz Center mit der Carl Benz Arena
- die Mercedes-Benz Welt mit dem Mercedes-Benz Museum und dem Mercedes-Benz Center
- das Reitstadion innerhalb der Versuchsstrecke des Mercedes-Benz Werkes Untertürkheim
- das SpOrt Stuttgart (Haus des Sports)
- der Olympiastützpunkt Stuttgart
- das Kunst-Turn-Forum Stuttgart
- das Stadion Festwiese
- die Molly-Schauffele-Halle
- der Städtische Campingplatz
- die Bezirkssportanlage Cannstatter Wasen mit diversen Stuttgarter Sportvereinen
- das Straßenbahnmuseum Stuttgart
- das Stadtarchiv Stuttgart
- das Familien- und Mehrgenerationenzentrum CANN mit Jugendherberge (Stuttgart Neckarpark)
- die Hauptverwaltung der Volksbank Stuttgart (2019)
- das Sportbad Neckarpark mit 50- und 25-Meter-Becken und Tribüne für 900 Zuschauer (2022)

## Regelmäßige Großveranstaltungen
- Stuttgarter Frühlingsfest auf dem Cannstatter Wasen im April
- Stuttgart-Lauf mit Halbmarathon im Juni
- Neckarpark-Fest mit Tag der offenen Türen in allen Gebäuden (alle 4 Jahre)
- Cannstatter Volksfest auf dem Cannstatter Wasen Ende September
- Kessel Festival

## Zukünftige Erweiterung
Im Zuge städtebaulichen Neuordnung der Stuttgarter Stadtteile Veielbrunnen (ehemaliger Güterbahnhof) und Wasen ist eine umfassende Erweiterung des Neckarparks geplant. Auf einer Fläche von etwa 25 Hektar entstehen rund 850 Wohnungen, Gewerbeflächen, Parks, Plätze und Straßen sowie Spielflächen, ein Sportbad und Habitate für geschützte Arten. Für eine nachhaltige Wärmeversorgung wird Abwasser als Hauptwärmequelle genutzt. Bauherren werden verpflichtet, Wohngebäude als KfW-Effizienzhäuser 55 zu errichten. Für Nicht-Wohngebäude besteht die Anforderung, die Gebäude auf einen mindestens 45 % niedrigeren Primärenergiebedarf auszulegen und mit einem mindestens 30 Prozent höheren baulichen Wärmeschutz auszustatten. Im Bebauungsplan wurde eine Regelung verankert, die vorgibt, dass Dachflächen mit Solaranlagen zur Stromerzeugung auszurüsten sind. Eine weitere Vorgabe ist die extensive Begrünung der Dächer und eine 30-prozentige Fassadenbegrünung. Straßen und Wege werden aus Sickerpflaster hergestellt. Damit wird Regenwasser im Gebiet zurückgehalten und das Mikroklima positiv beeinflusst. Dem Artenschutz wird durch Ersatzhabitate in und außerhalb des Quartiers gerecht. Ein Schwerpunkt liegt auf der sozial ausgewogenen Flächennutzung, die über die Vorgaben des Stuttgarter Innenentwicklungsmodells hinausgeht: 80 Prozent der Geschossfläche Wohnen im Neckarpark werden für den geförderten Wohnbau reserviert. Es entsteht ein neues Bildungshaus mit Grundschule, Volkshochschule und weiteren Lernorten, sowie Kita-Gruppen für Kinder von 0–6 Jahren. Die Sozialplanung stellt eine lokale und wohnortnahe Versorgung sicher, die in Zusammenarbeit mit Trägern der Wohlfahrtspflege und Betroffenen gestaltet wird. Im Neckarpark sollen u. a. zusätzliche Plätze stationärer Pflege und Tagespflege, unterstütztes Frauenwohnen, Wohneinheiten für Familien und Alleinerziehende aus Sozialpensionen sowie unterstütztes Wohnen für Menschen mit seelischer, geistiger oder körperlicher Behinderung entstehen. Das Mobilitätskonzept sieht eine Reduktion des motorisierten Individualverkehrs vor. Zur Ausstattung zählen u. a. 20 % elektrifizierte E-Stellplätze (Fahrrad und Auto). Das Quartier ist sehr gut an den öffentlichen Nahverkehr angebunden.
Hinzu kommen sollen u. a.:
- das Mobilitätserlebniszentrum (Projektplanungen ruhen derzeit)
- das Mercedes-Benz-Classic-Center
- ein Hotelpark mit vier Hotels
- sowie Wohnbebauung und Mischgewerbe

Der Münchner Unternehmer Alfons Doblinger kaufte 2012 die ersten Grundstücke, zu einem Preis von 288 bis 465 Euro pro Quadratmeter. Der Verkaufspreis lag beim etwa achtfachen dessen.

## Verkehrsanbindung
Der Neckarpark ist mit dem PKW und den öffentlichen Verkehrsmitteln gut erreichbar:
- direkte Anbindung an die Bundesstraßen 10 und 14 über ein Verkehrsleitsystem
- Parkmöglichkeiten existieren auf großen Parkplätzen (rund 10.000 Parkplätze)

- Haltestelle Neckarpark der Linie S1 der S-Bahn Stuttgart
- Haltestellen NeckarPark (Stadion) und Cannstatter Wasen der Großveranstaltungs-Sonderlinie U11 und der Linie U19 der Stadtbahn Stuttgart.
- mehrere Haltestellen der Buslinie 56 der Stuttgarter Straßenbahnen AG
- Schiffsanlegestelle Neckarpark/Mercedes-Benz-Welt des Neckar-Käpt’n nahe dem Mercedes-Benz Museum